# Технический университет Молдовы
Технический университет Молдовы, ТУМ (рум. Universitatea Tehnică a Moldovei, UTM) — высшее техническое учебное заведение Республики Молдова, аккредитованное государством.
Университет основан в 1964 как Кишинёвский политехнический институт имени Сергея Лазо. В первый учебный год на 5 факультетах (механическом, строительном, технологическом, электротехническом, экономическом) в университете обучались 5140 студентов.
Обучение в университете ведётся на румынском и на русском языках. Существуют также специальные группы, которым преподают на одном из иностранных языков (французском, английском).

## Администрация

### Ректорат
- Виорел Бостан - ректор
- Решитка Владислав - проректор по учебной работе
- Трончу Василий - проректор по научной работе и докторантуре
- Пожар Даниела - проректор по финансовым проблемам и международным связям
- Цуркану Дину - проректор по информатизации

### Сенат
Сенат представляет собой академическое сообщество и является высшим руководящим органом Технического Университета Молдовы.  Функции Сената: совещательная, принятия решений и контроля за их выполнением, направляющая работу руководства университета в соответствии с законодательством, принципами университетской автономии, а также собственных решений.
Решения Сената являются окончательными и обязательными для всех работников и студентов университета. Эти решения могут быть изменены только Сенатом.

## Факультеты
- Факультет Электроники и Телекоммуникаций
- Факультет Энергетики и Электроинжиниринга
- Факультет Вычислительной Техники, Информатики и Микроэлектроники
- Факультет Инженерной Механики, Промышленности и Транспорта
- Факультет Пищевых Технологий
- Факультет Градостроительства и Архитектуры
- Факультет Строительства, Геодезии и Кадастра
- Факультет Экономической Инженерии и Бизнеса
- Факультет Дизайна
- Факультет Аграрных, Лесных и Экологических Наук
- Факультет Ветеринарной Медицины

## Подразделения ТУМ
- Управление Информационных Технологий и Коммуникаций
- Управление Академического Менеджмента и Обеспечения Качества
- Управление Менеджмента Ресурсов
- Управление Научных Исследований
- Техническое Управление
- Служба Международных Связей
- Служба Связи с Общественностью и Продвижения Имиджа
- Консультации и руководство по вопросам карьеры

## Астрономическая обсерватория
Астрономическая обсерватория и планетарий Технического университета Молдовы была введена в эксплуатацию 21 апреля 2016 года и проектировалась как многофункциональное здание, основными задачами которого являются:
- Проведение научных астрономических наблюдений.
- Проведение астрономических наблюдений на любительском уровне.
- Пропаганда астрономии в массы путем организации астрономического кружка;
- проведение различных уроков как для студентов технического университета, учащихся вузов и гимназий республики, так и для всех, кто увлекается астрономией.
- Организация шоу-планетариев для широкой публики.

Астрономическая обсерватория и Планетарий построены на трёх уровнях: на первом уровне находится Планетарий, на втором — рабочий зал, а на третьем — башня, где установлен главный телескоп обсерватории.

## Учебные корпуса

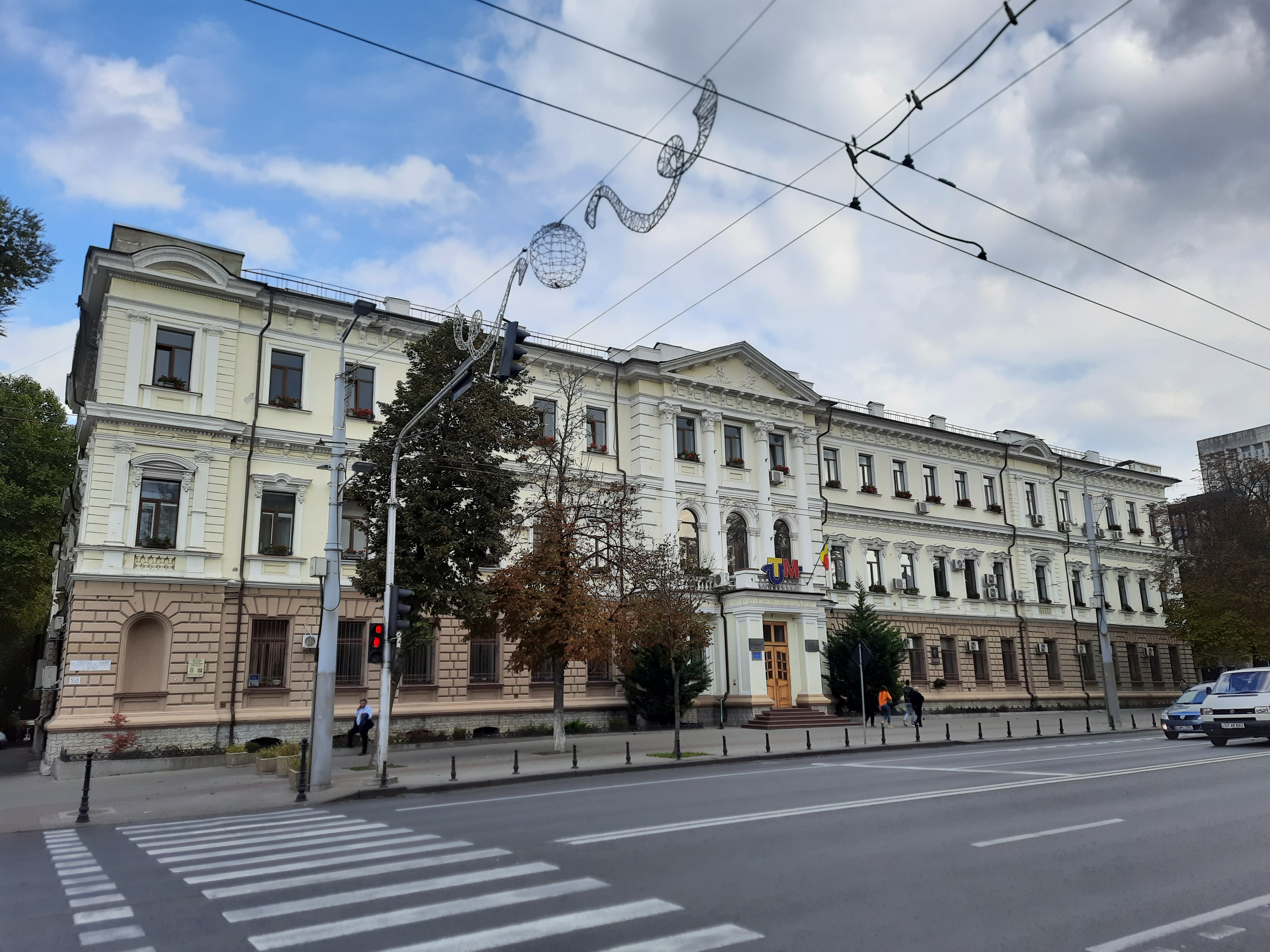
Корпус № 1

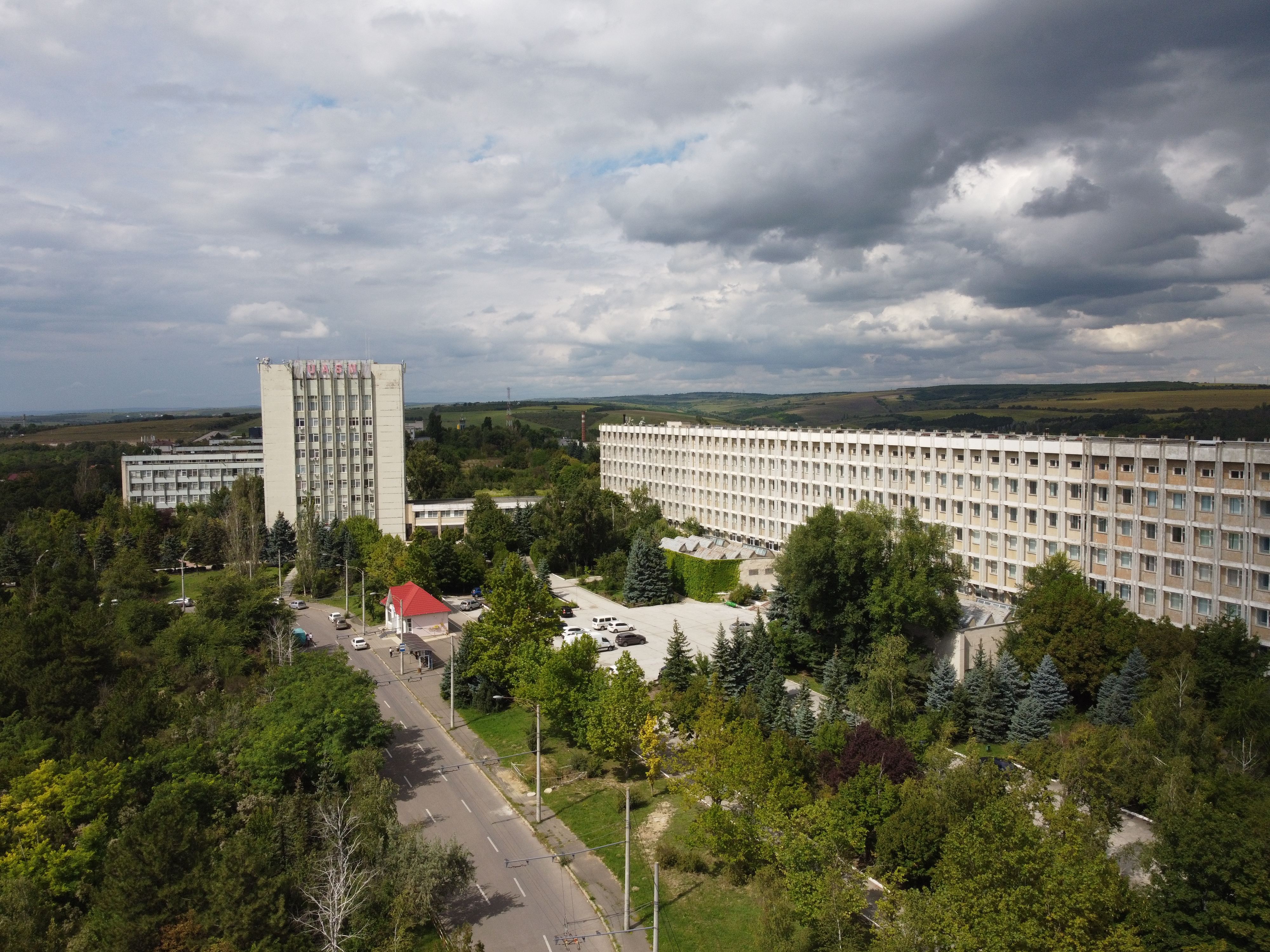
Корпуса на улице Мирчешть

| Корпус № 1  | бульвар Штефан чел Маре, 168, MD-2004 |
| Корпус № 2  | ул. 31 Августа 1989, 78, MD-2012      |
| Корпус № 3  | ул. Студенческая, 9/7, MD-2045        |
| Корпус № 4  | ул. Флорилор, 4, MD-2068              |
| Корпус № 5  | ул. Студенческая, 9/9, MD-2045        |
| Корпус № 6  | ул. Студенческая, 9/8, MD-2045        |
| Корпус № 9  | бульвар Дачия, 39, MD-2060            |
| Корпус № 10 | бульвар Дачия, 41, MD-2060            |
| Корпус № 11 | ул. Серджиу Рэдэуцану, 4, MD-2045     |
| Корпус № 12 | ул. Мирчешть 42                       |
| Корпус № 13 | ул. Мирчешть 44                       |
| Корпус № 14 | ул. Мирчешть 48                       |
| Корпус № 15 | ул. Мирчешть 50                       |
| Корпус № 16 | ул. Мирчешть 52                       |
| Корпус № 17 | ул. Мирчешть 56/1                     |
| Корпус № 18 | ул. Мирчешть 56/1                     |
| Корпус № 19 | ул. Мирчешть 58                       |

## Университетская Пресса
ТУМ является учредителем двух научных журналов открытого доступа:

### Journal of Engineering Science (JES)
Журнал основан в 1995 году, прежнее название - "Meridian Ingineresc".
JES — международный журнал, посвящённый инновациям и творчеству в инженерии, включает четыре выпуска: Industrial Engineering (A); Электроника и информатика (B); Архитектура, гражданское строительство и окружающая среда (С); Пищевая инженерия (D). Периодичность – ежеквартально (4 номера в год).

### Journal of Social Sciences (JSS)
Журнал основан в 2018 году.
Основные направления журнала: искусство и дизайн; педагогика и психология; социология; философия; история; филология и языкознание; библиотечный и информационный менеджмент; экономика и менеджмент; Финансы и учёт; маркетинг и логистика; экономическая политика и экономическая политика; право и законодательство.
Публикация статей в обоих журналах бесплатна.

### Газета "Mesager Universitar"
Университетская газета «Mesager Universitar» появилась в феврале 1998 года. Являясь одной из немногих университетских газет с регулярным выпуском, газета «Mesager Universitar» отвечает, по большому счету, информационным и образовательным требованиям университета. Основная цель газеты, сформулирована в эпиграфе: «Страна не может развиваться без инженеров». Университетская газета завоевала уже широкий круг читателей.

### Издательство "Tehnica-Info"
Издательство «Техника» было основано 20 сентября 1993 года по приказу ректора № 10. № 321-р, с целью подготовки и издания учебников учителей УТМ по более низким ценам, чем в других издательствах, и более высокого качества.

## Награды
- Международная награда «European Quality» («Европейское качество») — за достижение высокого качества образовательных услуг в соответствии с европейскими стандартами с правом использования символов и атрибутов этой награды на официальных документах и с целью рекламы (1 марта 2010, Комитет по номинации Европейской Ассамблеи Бизнеса — «European Business Assembly» — EBA, Оксфорд, Великобритания)
- Орден Республики (22 октября 2014) — в знак высокого признания особых заслуг в развитии университетского образования, за значительный вклад в подготовку высококвалифицированных специалистов и плодотворную научно-методическую деятельность[2]